# Douglas Gerald Hurley
Douglas Gerald Hurley (Endicott, New York, 1966. október 21. –) amerikai mérnök, űrhajós, ezredes.

## Életpálya
1988-ban a Tulane University (BSE) (Louisiana) keretében (magna cum laude) építőmérnöki oklevelet szerzett (USMC). 1991-ben repülőgép vezetői jogosítványt szerzett. Szolgálati repülőgépe az F/A–18/E/F volt. Három alkalommal szolgált a Csendes-óceán nyugati térségében. A Haditengerészeti Posztgraduális Iskola (USAF) keretében vezetői ismeretekből vizsgázott. 1997-ben tesztpilóta kiképzésben részesült. Az  F/A–18 különböző típusait repülte, illetve tesztelte (elektronika, fegyverzet]. Több mint 4500 órát tartózkodott a levegőben, több mint 25 repülőgép típust vezetett, tesztelt.
2000. július 26-tól a Lyndon B. Johnson Űrközpontban részesült űrhajóskiképzésben. Kiképzett űrhajósként tagja volt több támogató (tanácsadó, problémamegoldó) – STS–107, STS–121 – csapatnak. A NASA műveleti igazgatójaként Oroszországban, a Jurij Gagarin Űrhajóskiképző Központban teljesített szolgálatot. Két űrszolgálata alatt összesen 28 napot, 11 órát és 13 percet (683 óra) töltött a világűrben. Az Űrhajózási Iroda megbízásából a NASA műveleti igazgatója (JSC).

## Űrrepülések
- STS–127, az Endeavour űrrepülőgép 23., repülésének pilótája. Alapfeladat a Kibo modul külső egységét Exposed Facility (JEM EF), - a raktár modult Exposed Section (ELM-ES) és az integrált rácselem (Integrated cargo carrier – ICC) feljuttatása a Nemzetközi Űrállomásra. Az űrállomáson 13 űrhajós öt ISS partnerrel (Orosz Szövetségi Űrügynökség, Kanadai Űrügynökség (CSA), Európai Űrügynökség (ESA), Japán Űrügynökség (JAXA)) tevékenykedett. Első űrszolgálata alatt összesen 15 napot, 16 órát, 44 percet és 58 másodpercet töltött a világűrben. 10 537 748 kilométert (6 547 853 mérföldet) repült, 248 alkalommal kerülte meg a Földet.
- STS–135, az Atlantis űrrepülőgép utolsó, 33. repülésének pilótája. Az amerikai űrrepülőgép-program legutolsó repülése volt. A Raffaello (Multi-Purpose Logistics Module) segítségével  (víz, élelmiszer, ruházat, személyes tárgyak, orvosi- eszközök, berendezések, kutatási- anyagok és eszközök) szállítottak. Visszafelé bepakolták a csomagoló anyagokat, a szemetet. Harmadik űrszolgálata alatt összesen 12 napot, 18 órát, 27 percet és 56 másodpercet (453 óra) töltött a világűrben. 8 500 000 kilométert (5 284 862 mérföldet) repült, 202 kerülte meg a Földet.